# クギづけ 投稿動画ハイスクール
『クギづけ 投稿動画ハイスクール』（くぎづけ とうこうどうが-）は日本テレビで2008年10月30日から2009年3月26日まで毎週木曜日未明（水曜日深夜）1:29 - 1:59（JST）に放送されていたバラエティ番組。2008年12月25日までは、0:59 - 1:29に放送されていた。出演していた3人は2009年4月から火曜日未明（月曜日深夜）の『億万笑者!〜S-1バトルへの道〜』に出演している。

## 番組内容
吉本の芸人や一般の投稿者から送られてきたビデオを見て行く。一組ごとに司会の三人の反応、数組ごとに感想を交えたフリートークが挿入される。

## 出演者
- 板尾創路
- オリエンタルラジオ
  - 中田敦彦
  - 藤森慎吾

他

## 放送局
| 放送対象地域   | 放送局            | 系列           | 放送日時                         | 備考   |
| -------------- | ----------------- | -------------- | -------------------------------- | ------ |
| 関東広域圏     | 日本テレビ（NTV） | 日本テレビ系列 | 木曜日 1:29 - 1:59（水曜日深夜） | 制作局 |
| 中京広域圏     | 中京テレビ（CTV） | 日本テレビ系列 | 月曜日 1:25 - 1:55（日曜日深夜） |        |
| 近畿広域圏     | 読売テレビ（ytv） | 日本テレビ系列 | 金曜日 2:08 - 2:38（木曜日深夜） | [ 1 ]  |
| 香川県・岡山県 | 西日本放送（RNC） | 日本テレビ系列 | 土曜日 2:10 - 2:40（金曜日深夜） |        |
| 大分県         | 大分放送（OBS）   | TBS系列        | 日曜日 1:40 - 2:10（土曜日深夜） | [ 2 ]  |

## スタッフ
- ナレーター：貞包みゆき
- 構成：塩野智章、大井洋一、山内正之、今井とおる、柚木テナオ、堀江B面
- リサーチ：木村タカヒロ、白井恵理子、塩村文夏
- 技術協力：(有)ROGUE
- CGデザイン：mount
- 編集：掛川高志（麻布プラザ）
- MA・音響効果：久坂惠昭（戯音工房）
- 美術：大川明子、栗原純二
- 美術協力：日本テレビアート
- 企画監修：高須光聖
- 編成：安島隆
- 宣伝：高木明子
- デスク：川渕惠子
- AD：明石広人、大崎結、杉浦伸男
- ディレクター：久木野大、那須太輔、馬場省吾、新谷洋介、三宮浩嗣、小坂武、近藤貴浩、谷垣和歌子、才藤仁
- 演出：松本真
- プロデューサー：宮本誠臣、宮本稔久、菊井徳明、西本武、栗林謙
- チーフプロデューサー：松崎聡男
- 協力：セドナ・ブラザーズ、boom
- 制作協力：吉本興業
- 製作著作：日本テレビ